# Choe Wi-hyon
Choe Wi-hyon (최위현?; 15 maggio 2008) è un tuffatore nordcoreano.

## Biografia
Nel 2025 si classifica secondo ai campionati mondiali di Singapore nel sincro misto 10 metri, insieme a Jo Jin-mi.

## Palmarès
- Mondiali

Singapore 2025: bronzo nel sincro misto 10m.